# Leucauge camelina
Leucauge camelina este o specie de păianjeni din genul Leucauge, familia Tetragnathidae, descrisă de Caporiacco, 1940.
Este endemică în Etiopia. Conform Catalogue of Life specia Leucauge camelina nu are subspecii cunoscute.